# Gat de Geoffroy
El gat de Geoffroy (Leopardus geoffroyi) és un fèlid de les regions del sud i el centre Sud-amèrica. És semblant en mida a un gat domèstic.

## Taxonomia
El gat de Geoffroy rep el seu nom del zoòleg francès del segle xix Étienne Geoffroy Saint-Hilaire (1772-1844). Arran dels seus viatges a Sud-amèrica a començament del segle xix, Saint-Hilaire estudià el felí mentre era professor de zoologia a París, i en va identificar, basant-se en la seva dispersió geogràfica, cinc subespècies.
Estudis genètics han mostrat que el gat de Geoffroy està estretament relacionat amb el gat kodkod. Durant un temps se'l situà dins del gènere Oncifelis, juntament amb el gat kodkod i el gat de la Pampa, encara que actualment se'l situa més comunament en el gènere Leopardus, un gènere més extens de petits felins sud-americans, que també inclou l'ocelot.

## Descripció
El gat de Geoffroy té una mida similar a la d'un gat domèstic, amb una longitud mitjana de cos i cap de 60 centímetres, i una cua relativament curta d'uns 31 centímetres. El seu pes oscil·la entre 2 i 5 quilograms, encara que s'han registrat individus amb un pes de fins a 7,8 quilograms. En general, els individus del sud són més grans que els del nord, i els mascles més grans que les femelles.
El seu pelatge està esquitxat de nombroses taques negres, sobre un color de fons varia en funció de la regió. A les regions septentrionals de la seva àrea de distribució, el color de fons sol ser groc marronós, mentre que a les més meridionals és més grisenc. Com en la majoria de fèlids, el color del pelatge del baix ventre és més pàl·lid, de color crema o fins i tot blanc. A la cua i les extremitats hi té bandes fosques, i marques similars a les galtes i a la part superior del cap i el coll. La part posterior de les orelles és de color negre, amb una taca blanca. El melanisme és comú tant en el medi silvestre com en captivitat.

## Hàbitat i distribució
El gat de Geoffroy viu a gran part de la meitat sud de Sud-amèrica, cosa que inclou Argentina, Xile, Bolívia, Patagònia, Brasil, el Paraguai i l'Uruguai. Aquesta espècie està àmpliament distribuïda amb l'excepció del sud de Xile, on només se la pot trobar a l'est dels Andes.
Aquesta espècie viu en diversos hàbitats, en alçades des del nivell del mar fins als 3.500 metres. Tot i que viu principalment en la densa vegetació de matolls al llarg dels rius, també se'l pot trobar als boscos oberts, sabanes, pantans i prats, encara que evita les zones molt obertes.

## Comportament

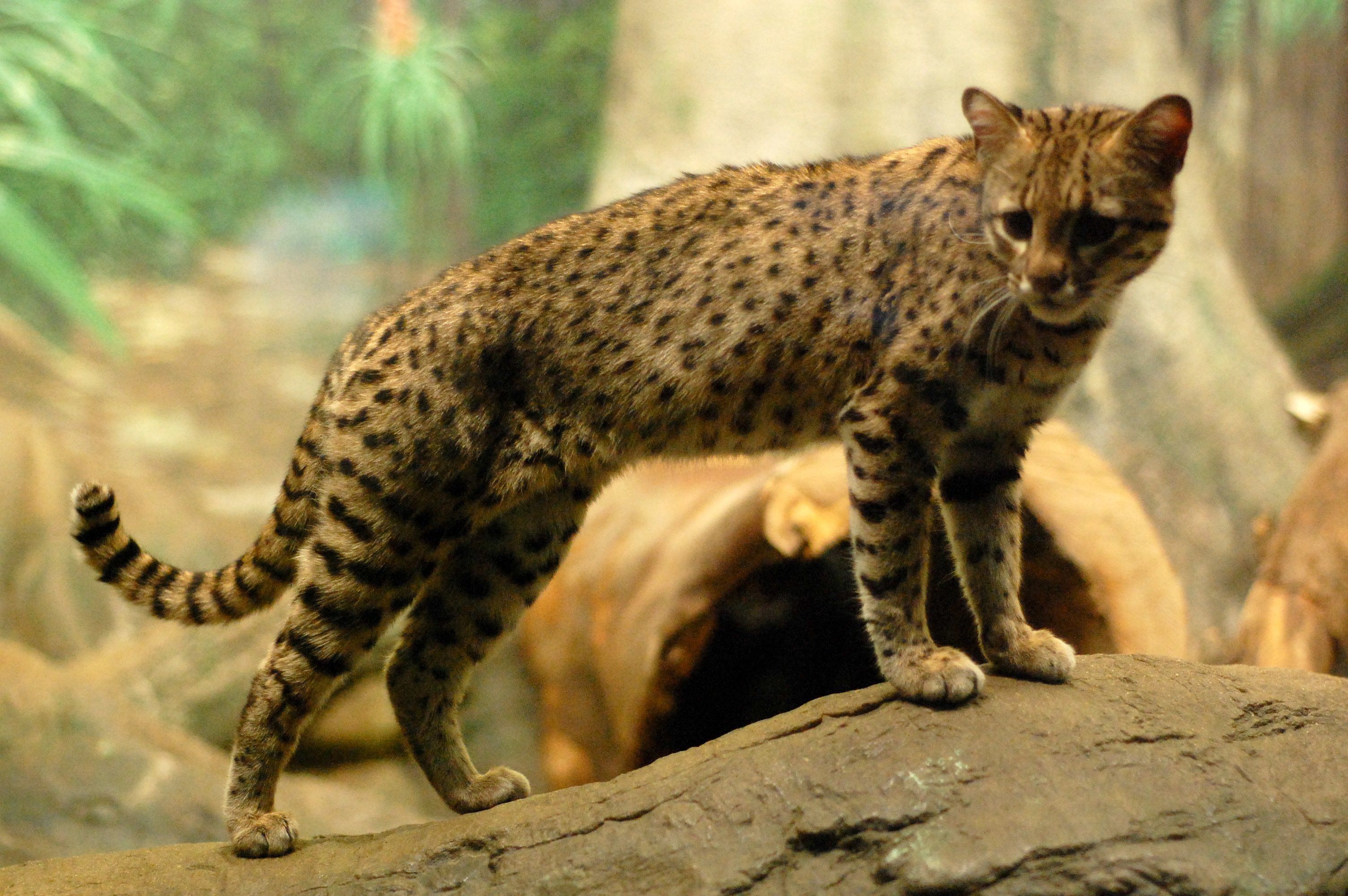
Gat de Geoffroy

El gat de Geoffroy és principalment nocturn, encara que se l'ha vist caçant a l'alba i al capvespre. Cal destacar que li agrada l'aigua, i que és un bon nedador. És un animal arbori discret i solitari, que passa gran part del seu temps als arbres, fins al punt que hi dorm i s'hi aparella. També cal destacar la seva agilitat, ja que se l'ha vist caminant per la part inferior d'una branca. Els mascles i les femelles no interaccionen massa, amb l'excepció de quan s'han d'aparellar.
Els territoris de les femelles són d'uns 2,5 quilòmetres quadrats, mentre que els dels mascles poden ser fins a tres vegades més extensos. Aquests territoris de les femelles es poden solapar entre ells, així com amb els dels mascles. Tot i que el territori d'un mascle es pot solapar amb el de diverses femelles, no s'encavalca amb el d'altres mascles. La seva densitat de població és d'1,2 individus per cada 10 km². La majoria d'humans no tenen pot d'aquest petit animal, encara que n'haurien de tenir, atès que són molt agressius i no se'ls ha pogut domesticar del tot mai.
Aquests petits felins dipositen un alt percentatge dels seus excrements en els arbres.
Inusual en els felins, s'ha observat que el gat de Geoffroy es posa dret sobre les seves potes del darrere per explorar el paisatge dels voltants, utilitzant la cua com a suport. S'han observat postures similars en suricatas i els gossets de les praderies, però en general no en felins.
Es troba a dalt de la xarxa tròfica.

## Dieta
Aquest fèlid és un caçador no gaire exigent. La seva dieta inclou una gran varietat d'animals, la qual està dominada per preses introduïdes, especialment llebres europees. S'alimenta gairebé de qualsevol tipus de carn que pot aconseguir, però les seves preses més freqüents són els hàmsters i les llebres. El gat de Geoffroy caça tant als arbres com al sòl, i fins i tot pesca peixos.
Els aliments que menja inclouen ocells, peixos, amfibis, rèptils, rosegadors, conills porquins, petits agutins, llebres i altres petits mamífers.

## Reproducció

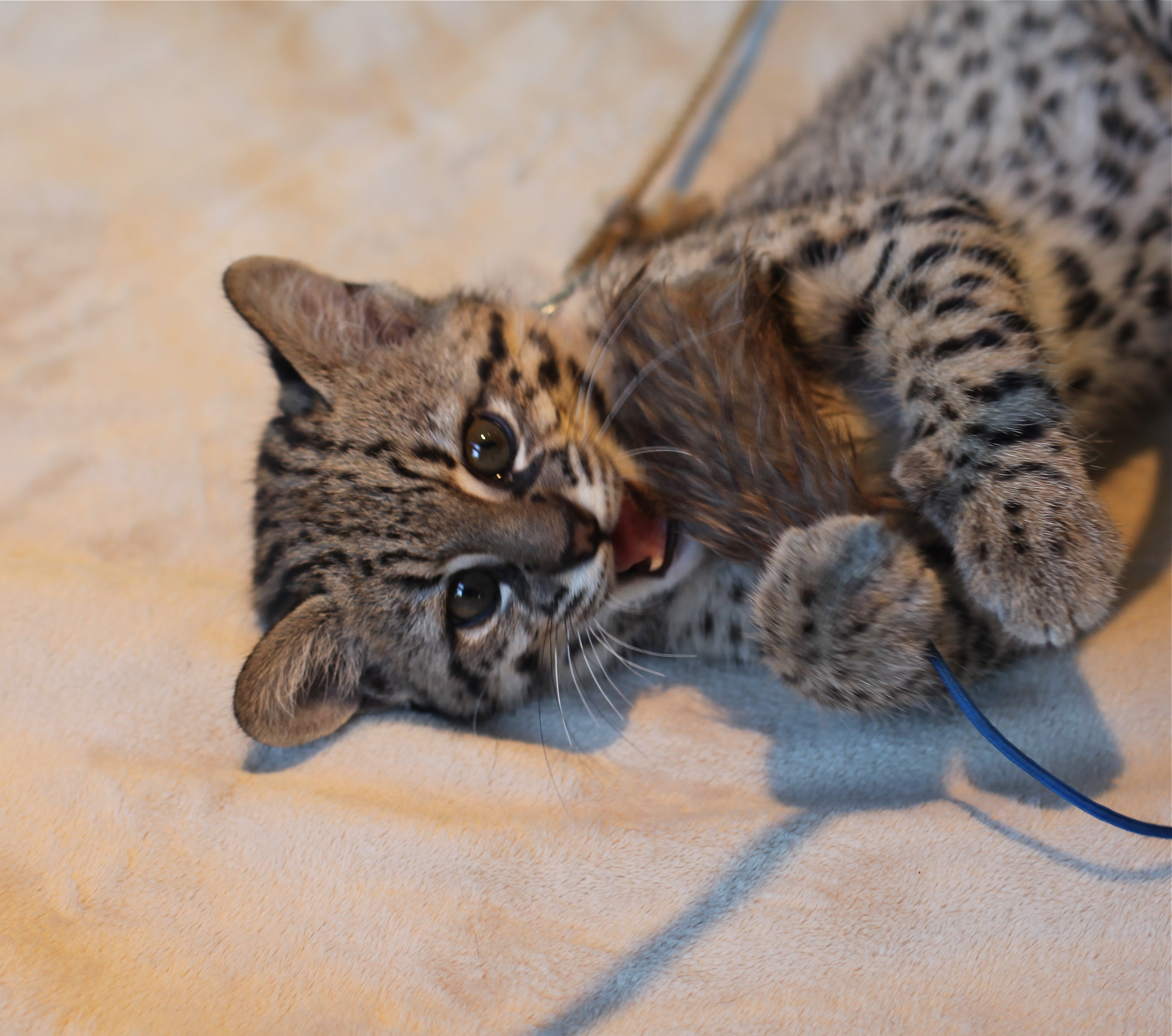
Cadell de gat de Geoffroy

La temporada d'aparellament d'aquesta espècie va de l'octubre al març. Durant aquests mesos, la femella entra en zel en períodes de fins a 12 dies, separats per aproximadament un mes. Durant el zel, l'aparellament es produeix freqüentment de forma breu, sovint tenint lloc en un sortint elevat o un lloc similar.
Sembla que les femelles prenyades tenen especial cura alhora de triar el lloc on donen a llum els seus gatets. Després d'un període de gestació que varia entre 72 i 78 dies, les femelles donen a llum ventrades formades per entre 1 i 4 gatets, especialment entre els mesos de desembre i maig.
En néixer, els gatets són cecs i estan indefensos, i pesen entre 65 i 95 grams. El seu desenvolupament és una mica més lent que el del gat domèstic. Els seus ulls s'obren entre el vuitè i dinovè dia, i comencen a menjar aliment sòlid entre la sisena i setena setmana. Els cadells esdevenen independents als voltants del vuitè mes, encara que no són sexualment madurs fins a 18 mesos en el cas de les femelles, i a 24 mesos en el cas dels mascles. S'ha registrat, que en captivitat, el gat de Geoffroy pot viure fins a 14 anys.
Recentment, el gat de Geoffroy s'ha aconseguit aparellar satisfactòriament amb el gat domèstic, donant lloc a un fèlid hídrid.

## Comunicació
Tot i que no es coneix com es comunica aquesta espècie, és probable que, com altres fèlids, hi hagi algunes vocalitzacions i comunicacions químiques entre individus. És probable que també hi hagi comunicació visual i tàctil, especialment entre les mares i els seus gatets.

## Estat de conservació
Tot i que sembla abundant a les regions centrals, com a Bolívia, on és el segon felí més comú, només per darrere de l'ocelot, se'l considera en perill a regions com el sud de Xile. La UICN cataloga l'estat de conservació d'aquesta espècie com a "Gairebé amenaçada", a causa de la preocupació que hi ha per la transformació que estan patint en molts països els hàbitats on viuen. Entre 1960 i 1980, foren molt caçats per a obtenir-ne les pells, però amb la legislació introduïda a final dels anys 80, la caça i el comerç de les seves pells esdevingueren il·legals a l'Argentina, Bolívia, el Brasil, Xile, el Paraguai i l'Uruguai.
L'estudi també va trobar que els fragments de bosc són importants per als llocs de marcatge de femtes i olors, mentre que els prats i els pantans s'utilitzen per a la caça i el descans. Els gats de Geoffroy són nocturns, amb pics d'activitat al mig de la nit. Els gats de l'estudi van utilitzar terres de conreu naturals i molt modificades, però van preferir zones amb coberta alta i densa.

## Subespècies
- Leopardus geoffroyi geoffroyi; al centre de l'Argentina
- Leopardus geoffroyi euxantha; al nord de l'Argentina i oest de Bolívia
- Leopardus geoffroyi leucobapta; a la Patagònia
- Leopardus geoffroyi paraguae; al Paraguai, sud-est del Brasil, Uruguai, i al nord de l'Argentina
- Leopardus geoffroyi salinarum; al nord-oest i centre de l'Argentina